# Politikens filmjournal 211
|  | Denne artikel er oprettet af botten Steenthbot ud fra en ekstern database. Den kan derfor have sproglige fejl eller mangler. Denne skabelon kan fjernes efter kontrol af indholdet. |

Politikens filmjournal 211 er en dansk dokumentarfilm fra 1953.

## Handling
1) Valgscener fra Vesttyskland. Konrad Adenauer, Heuss og E. Ollenhauer.
2) Professor Picards dykkerklokke til dybhavsforskning søsættes i Neapal.
3) Den amerikanske legions årlige parade i St. Louis. 
4) Eisenhower på ferie i Colorado.
5) Lakselystfiskeri i Washington State. 
6) Dansk dreng med krokodille som husdyr.
7) Jørgen Johansen bokser mod tyskeren W. Hanke.

## Medvirkende
- Konrad Adenauer
- Dwight D. Eisenhower
- Jørgen Johansen